# Marian Szumlakowski
Marian Szumlakowski (ur. 10 października 1893 w Radziechowie, zm. 7 grudnia 1961 w Madrycie) – polski dyplomata i działacz sportowy, prezes Polskiego Związku Tenisowego (1932–1933), kawaler maltański.

## Życiorys
Ukończył studia na Wydziale Filozoficznym Uniwersytetu Jana Kazimierza we Lwowie. W latach 1915–1916 działał w Towarzystwie Pomocy Ofiarom Wojny w Charkowie, a potem w Biurze Prasowym Polskiego Komitetu Wykonawczego w Kijowie.
Od listopada 1918 w służbie dyplomatycznej II RP. Zwolennik koncepcji federacyjnej Józefa Piłsudskiego. Zaufany współpracownik Ministra Spraw Zagranicznych RP Augusta Zaleskiego, kierował jego sekretariatem (1927–1928), a następnie był dyrektorem Gabinetu Ministra (1928–1933). W latach 1933–1935 był ministrem pełnomocnym w Lizbonie, następnie od 1 marca 1935 sprawował funkcję Posła Nadzwyczajnego i Ministra Pełnomocnego w Madrycie (na początku 1939 jako dotychczasowy agent dyplomatyczny w Burgos, otrzymał ze strony Narodowego Rządu Hiszpańskiego agrement w charakterze posła nadzwyczajnego i ministra pełnomocnego Rzeczypospolitej Polskiej w Hiszpanii). W okresie hiszpańskiej wojny domowej ocalił życie grupie uchodźców, którzy w obawie przed aresztowaniami ze strony władz lewicowego Frontu Ludowego znaleźli schronienie na terenie polskiej placówki, skąd następnie mogli przedostać się m.in. do Gdyni. Opowiadał się wówczas za uznaniem rządu narodowego gen. Francisco Franco przez polskie władze. Oskarżany przez niektóre środowiska emigracji londyńskiej o to, że nie podjął zdecydowanych działań u władz frankistowskich w sprawie uwolnienia polskich jeńców z hiszpańskiego obozu Miranda de Ebro, został w marcu 1944 odwołany i zastąpiony w czerwcu 1944 na placówce w Madrycie przez Józefa Alfreda Potockiego.
Po II wojnie światowej pozostał na emigracji. Współpracował z Radiem Madryt (1949–1952). W 1954 mianowany ambasadorem RP przez prezydenta Augusta Zaleskiego, nie został uznany przez władze hiszpańskie, które w dalszym ciągu honorowały reprezentującego Radę Trzech posła Potockiego.

## Ordery i odznaczenia

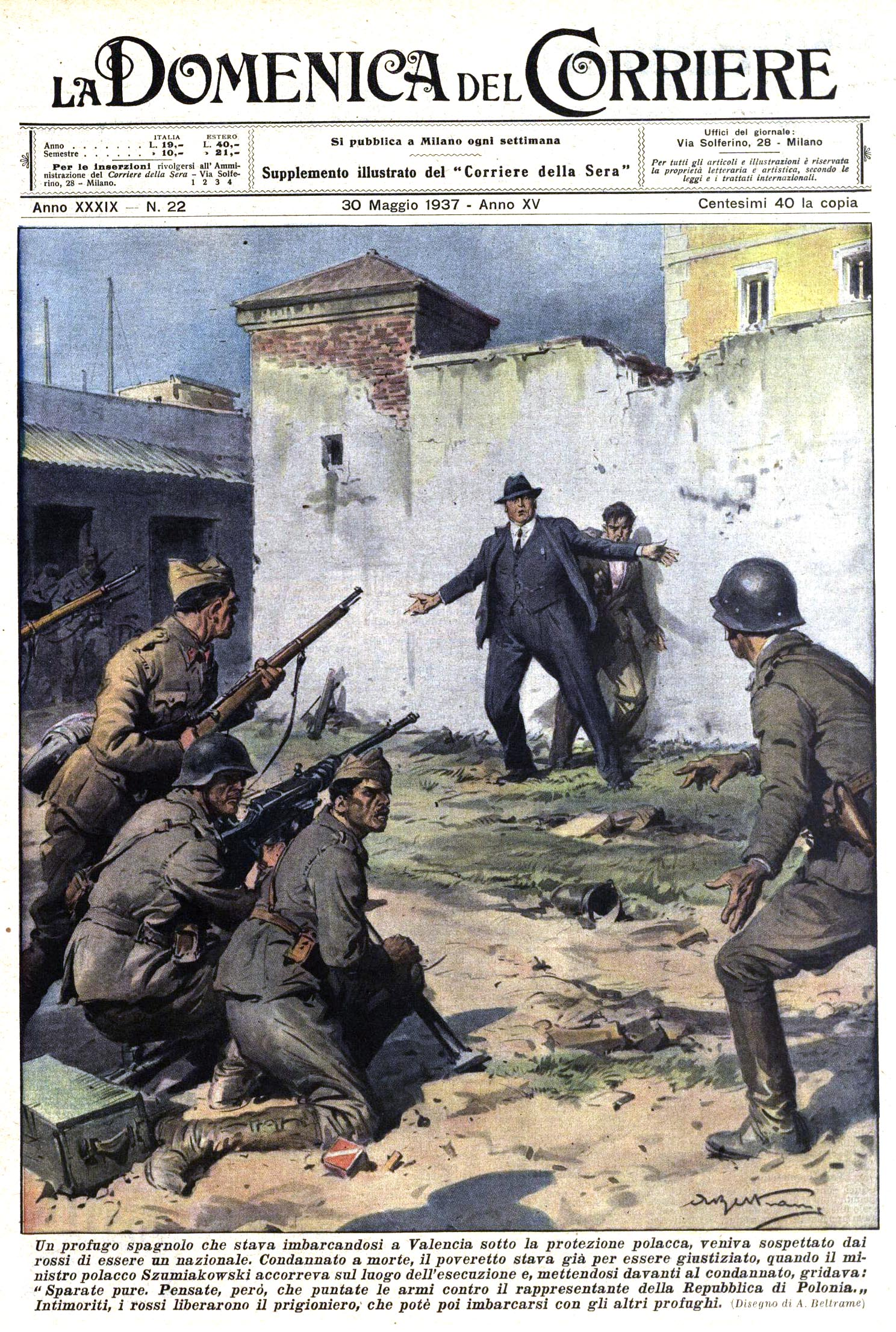
Szumlakowski ratuje uciekiniera (rysunek z prasy włoskiej)

- Wielka Wstęga Orderu Odrodzenia Polski (pośmiertnie, 13 grudnia 1961)[3]
- Krzyż Oficerski Orderu Odrodzenia Polski (2 maja 1923)[4][5]
- Złoty Krzyż Zasługi (12 lutego 1929)[6]
- Medal Niepodległości
- Medal Pamiątkowy za Wojnę 1918–1921
- Medal Dziesięciolecia Odzyskanej Niepodległości
- Srebrny Medal za Długoletnią Służbę
- Brązowy Medal za Długoletnią Służbę
- Order Krzyża Wolności III kategorii III klasy (Estonia, 1925)[7]
- Wielka Wstęga Orderu Leopolda (Belgia)
- Krzyż Wielki Orderu Zasługi (Portugalia, 1931)[8]
- Krzyż Wielki Orderu Chrystusa (Portugalia, 1935)[9][10]
- Krzyż Wielki Orderu św. Sawy (Jugosławia, 1931)[11]
- Krzyż Wielki Orderu Korony Rumunii (Rumunia)
- Wielki Oficer Orderu Gwiazdy Rumunii (Rumunia)
- Wielki Oficer Orderu Trzech Gwiazd (Łotwa)
- Wielki Oficer Orderu śś. Maurycego i Łazarza (Włochy, 1932)[12]
- Wielki Oficer Orderu Karola III (Hiszpania)
- Komandor Orderu Białej Róży Finlandii (Finlandia)
- Komandor Orderu Legii Honorowej (Francja)
- Komandor Orderu Gwiazdy Czarnej (Francja)
- Komandor Orderu św. Olafa (Norwegia)
- Komandor Orderu Wazów (Szwecja)
- Krzyż Magistralny Orderu Maltańskiego (SMOM, 1937)[13]